# Asplenium parablastophorum
Asplenium parablastophorum är en svartbräkenväxtart som beskrevs av Braithwaite. Asplenium parablastophorum ingår i släktet Asplenium och familjen Aspleniaceae. Inga underarter finns listade.